# Festival del queso artesanal
El Festival del queso artesanal es un evento anual que se realiza desde el año 2013 en la ciudad de Tenosique de Pino Suárez, estado de  Tabasco, en México, y que con una duración de tres días se lleva a cabo durante el mes de julio.
El festival reunió en el 2015 a 70 de los mejores productores de queso de los municipios de Balancán, Jonuta, Emiliano Zapata y Tenosique, Tabasco, así como de los estados de Campeche y Chiapas, quienes expusieron sus productos, prestigiosos chefs y reconocidos jueces queseros, algunos de ellos que catan en el World Cheese Awards, que se realiza cada año en la ciudad de Londres, Inglaterra. Además de la participación de productores del estado y país invitados.
El Festival busca promover las vocaciones productivas de la región, la cultura, gastronomía y el turismo rural, considerando como eje temático la variedad y originalidad de los quesos producidos en esta zona de Tabasco, por lo que es un espacio ideal para que los productores muestren a los visitantes el sabor que han añejado en su tradicional "Queso de Poro", y una excelente oportunidad para degustar y adquirir quesos, así como disfrutar de los diversos eventos que ofrece el festival.
Al festival asisten en promedio unas 30 mil personas, dejando una derrama económica de 20 millones de pesos.

## Antecedentes
El estado de Tabasco ha sido históricamente una tierra con vocación agrícola y ganadera. La producción de ganado vacuno, es una de las actividades productivas más importantes del estado, colocando a Tabasco como un polo lechero de relevancia. Desde siempre, los municipios de Tabasco han destacado por contar con fábricas de quesos de alta calidad, los cuales siguen siendo fabricados artesanalmente, conservando un sabor y calidad únicos. Para aprovechar esas características, se creó el festival del queso artesanal que se realiza cada año en el mes de julio en la ciudad de Tenosique.
El primer Festival del queso artesanal, se celebró en año 2013 en el Espacio Cultural "Pedro Vega Martínez" ubicado en el malecón de la ciudad de Tenosique, participando con éxito empresarios de la industria ubicados en los municipios de Balancán, Jonuta, Emiliano Zapata y Tenosique, lográndose hacer de este Festival, un referente para promover las vocaciones productivas de la región, la cultura, gastronomía y el turismo rural, considerando como eje temático la variedad y originalidad de los quesos producidos en esta zona del estado de Tabasco.
Para el año 2014 y debido a la gran cantidad de asistentes a la edición anterior, se decidió trasladar la sede del evento a un lugar más amplio y con mayores instalaciones. Así se eligió la "Finca Petunia", donde se realizó el segundo Festival del queso artesanal, sobrepasando todas las expectativas de asistencia, reuniendo a prestigiosos chefs, catadores de queso, un juez supremo mundial quesero, y concursos, entre otras actividades.

## El festival

### Lugar sede
El festival se desarrolla en la "Finca Petunia", un recinto al aire libre, ubicado a la rivera del río Usumacinta. Dedicado a atender las necesidades de expresiones culturales, populares y artísticas del municipio de Tenosique. Cuenta con instalaciones versátiles, iluminación, vigilancia y estacionamiento.

### Actividades
Durante el festival, se llevan a cabo diversas actividades como son:
- Estado y país invitados: Cada año, el festival invita a un estado de la república mexicana y a un país, ambos, se deben de distinguir por su producción quesera. En el festival participan productores de dichos lugares, y se difunde la cultura y gastronomía de ambos lugares.

- Exposiciones: El festival cuenta con una amplia zona para la exposición de productores de quesos de la región, exhibición, degustación y venta de productos, así como una exposición gastronómica.[3]

- Conferencias y talleres: Dentro del festival se llevan a cabo diversas conferencias, charlas y talleres por expertos chefs, quienes exponen diversos temas relacionados con el queso, desde sus características hasta recetas culinarias.[3]

- Emprendimiento y negocio: El festival representa una gran oportunidad para que productores y empresarios puedan hacer negocios con venta o distribución de productos y franquicias, así como con intercambio de experiencias y asesorías.[3]

- Concursos: Durante el festival se llevan a cabo diversos concursos como son: Concurso “Mejor Queso Artesanal”, Concurso gastronómico estudiantil “RetoChef”, Concurso de “La Vaca Lechera”, y Concurso de cocina (en parejas) “El Rey de la Cocina”.[3]

- Feria artesanal: En el festival también se destina un espacio para la exhibición y venta de artesanías tabasqueñas.[3]

- Actividades culturales: También durante el festival tienen lugar diversas actividades culturales como música, bailables folklóricos y danzas autóctonas.[3]

- Actividades recreativas y de entretenimiento: Durante los días del festival, se realizan también diversas actividades como: Zona“Experiencia Gourmet”, Zona ganadera “Granja contacto”, Simulador de ordeña para niños (CCYTET), elaboración de queso para niños (CCYTET), Cine ambulante, tirolesa y camping.[3]

- Promoción turística de la región: El festival también contempla recorridos turísticos en la zona, lo que representa una buena oportunidad para conocer los diversos atractivos turísticos que ofrece la región, ya que se pueden contratar recorridos a las zonas arqueológicas de Pomoná, San Claudio y Moral Reforma, así como recorridos en lancha por el río Usumacinta.[3]